# Krotoszyn
Krotoszyn [krɔˈtɔʃɨn] anhörenⓘ (deutsch Krotoschin, älter auch Krote) ist die Kreisstadt des Powiat Krotoszyński in der Woiwodschaft Großpolen. Sie ist Sitz der gleichnamigen Stadt-und-Land-Gemeinde.

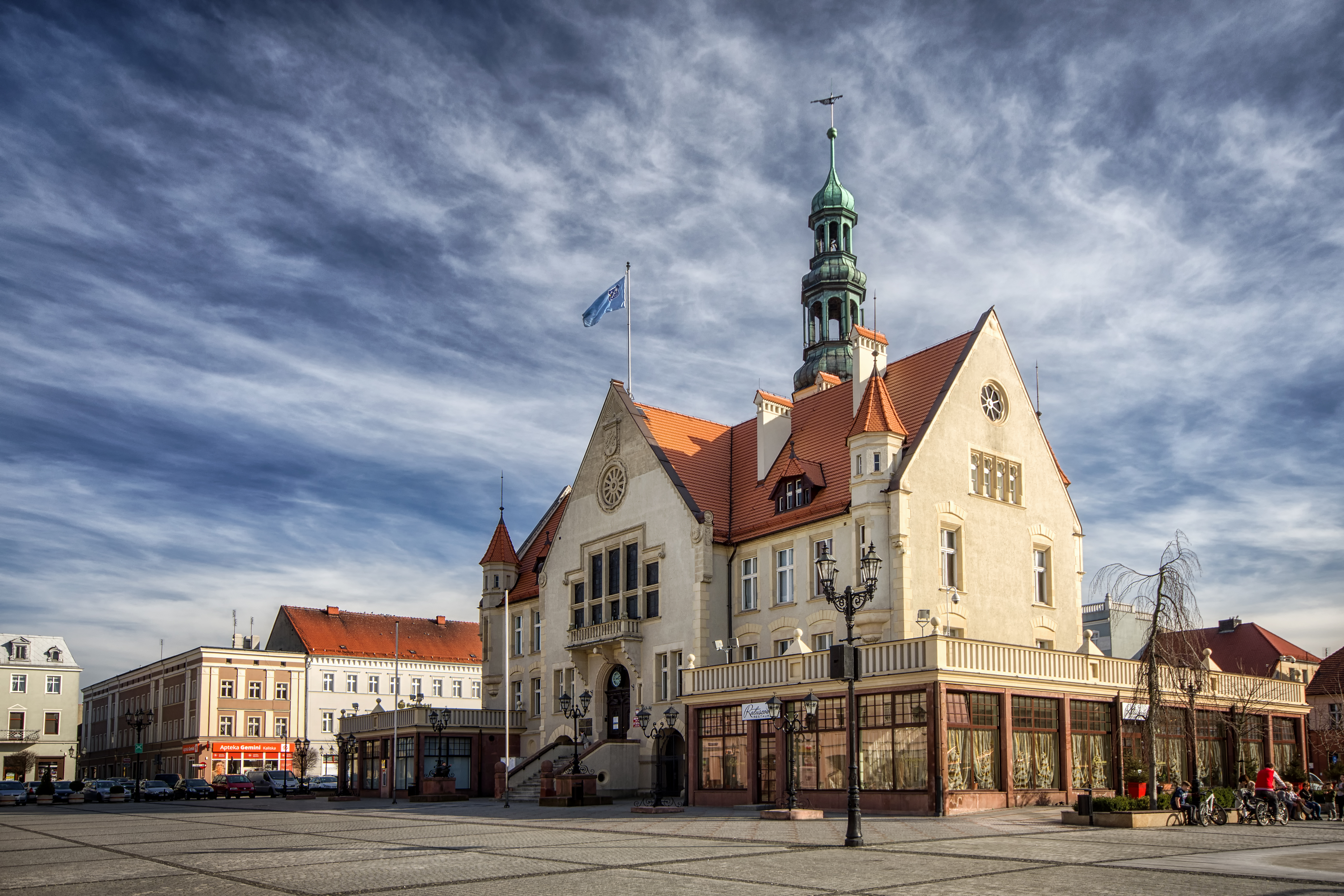
Rathausplatz (2019)

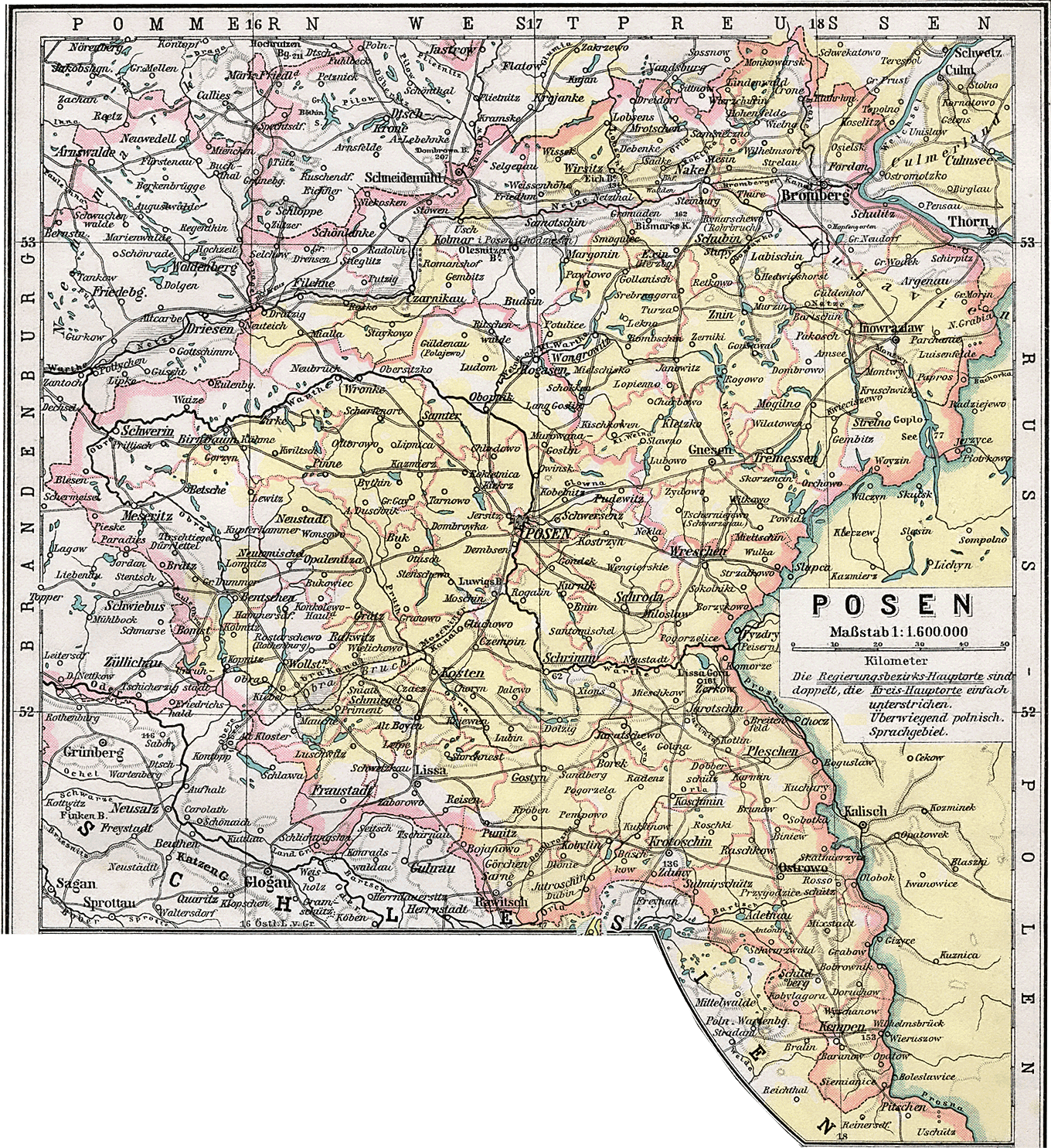
Krotoschin, südsüdöstlich der Stadt Posen und südwestlich der Stadt Pleschen, auf einer Landkarte der Provinz Posen von 1905 (gelb markierte Flächen kennzeichnen Gebiete mit seinerzeit mehrheitlich polnischsprachiger Bevölkerung).

## Stadtwappen
Das Stadtwappen von Krotoszyn zeigt im blauen Feld zwei gekreuzte silberne Sankt-Peter-Schlüssel, mit drei goldenen Sternen zwischen den Schlüsseln. Der obere Stern ist mit einer silbernen Rose belegt.

## Zeittafel zur Geschichte

### Vorgeschichtliche Zeit
Funde von Werkzeugen aus der Mittelsteinzeit bezeugen, dass das Krotoszyner Land bereits um 8300 v. Chr. von Menschen bewohnt wurde. Um 1450 v. Chr. wird eine große Nekropole mit vielen Grabhügeln in der Nähe der heutigen Stadt angelegt.

### Vom Mittelalter bis 1792

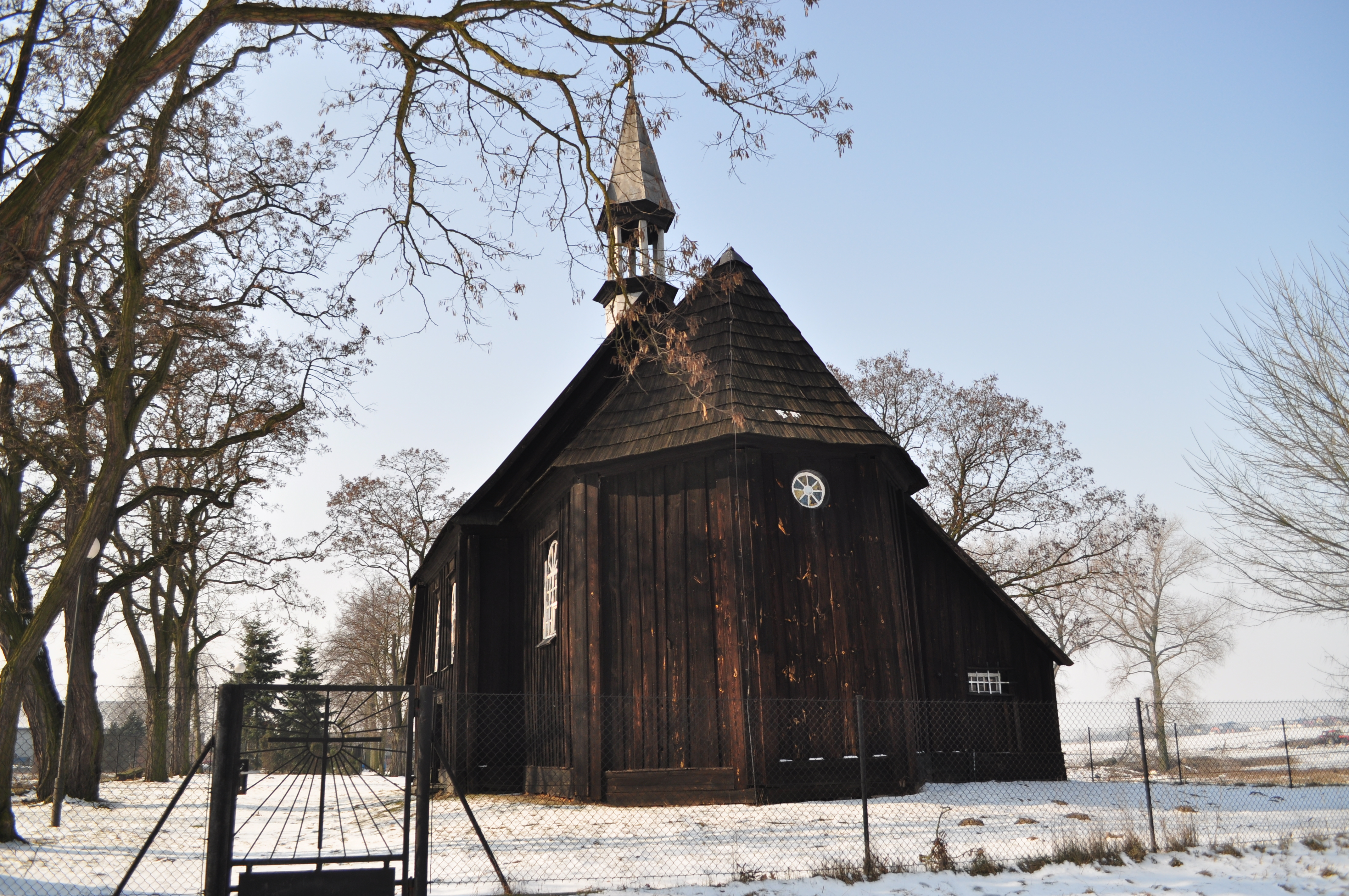
Kirche zur Heiligen Maria Magdalena, als Holzkirche um 1755 erbaut

1405 wurde das Dorf „Crothoszino“ zum ersten Mal erwähnt. 1415 verlieh König Władysław II. Jagiełło Krotoszyn das Stadtrecht. Die Stadt ist seitdem Eigentum von zwei Adelsgeschlechtern: derer von „Krotoski“ und von „Niewieski“. Krotoszyn gehört seitdem bis 1792 zur Woiwodschaft Kalisz. 1419 errichtete Grundherr Krotoski in der Nähe seines Schlosses die gotische Stadtpfarrkirche zu den Heiligen Peter und Paul. 1453 brach ein großer Brand in der Stadt aus, welcher verheerend war. 1526 übernahm die Familie Niewieski die ganze Stadt, die damals etwa 400 Einwohner hat. 1548 ließ sich eine größere Gruppe von Böhmischen Brüdern, die vor den Verfolgungen in ihrer Heimat fliehen mussten, in Krotoszyn nieder. 1584 übernahm die Magnaten-Familie „Rozdrażewski“ die Herrschaft Krotoszyn und regierte dort bis 1685. 1574 gründete Barbara Rozdrażewska das städtische Hospital. 1578 wurden in Krotoszyn 60 Handwerker und sechs Schankwirtschaften verzeichnet. 1597 wurde das Bethaus der Böhmischen Brüder erbaut. 1628 ließ sich eine große Gruppe von Flüchtlingen, welche aus dem vom Dreißigjährigen Krieg verheerten Deutschland fliehen musste, in der Stadt nieder. Krotoszyn hat damals 400 Häuser und etwa 2000 Einwohner. 1655 wurde die Stadt während des Schwedischen Krieges geplündert und niedergebrannt.
1667 wurde der lokale Schützenverein gegründet. Er existierte auch 2005 noch. 1673 erließ die Grundherrin Katarzyna Rozdrażewska ein Privileg für die Krotoszyner Juden, die in diesem Jahr die erste Synagoge erbauten. 1689 entstand das erste Rathaus im Stil des Barock. Am 7. Oktober 1690 fand der letzte Hexenprozess statt, dabei wurden drei Frauen aus der Gegend von Krotoszyn auf dem Scheiterhaufen verbrannt. Während der Großen Pest starben zwischen 1708 und 1710 etwa 1500 Einwohner der Stadt. 1731 rief der neue Grundherr, Woiwode von Kiew und Groß-Hetman von Polen Józef Potocki die Trinitarier nach Krotoszyn und erbaute für sie ein Kloster an der Stadtpfarrkirche. Die Stadt hatte zu diesem Zeitpunkt 4000 Einwohner und besaß etwa 50 Windmühlen. 1752 wurde eine Poststation auf der Trasse Warschau–Kalisz–Rawitsch–Dresden eröffnet. Ein weiterer Brand zerstörte 1774 den ganzen Ring und den Ostteil der Stadt. 1779 kaufte König Friedrich der Große das Gut Krotoszyn. Die Stadt hatte damals unter anderem 16 Weberwerkstätten, die von Siedlern aus dem benachbarten Schlesien betrieben wurden.

### Die erste preußische und die napoleonische Zeit
1792 wurde die evangelische Kirche im Stil des Klassizismus erbaut. Es entstanden auch eine evangelische Schule und ein Gemeindehaus. 1793 wurde Krotoszyn zur Kreisstadt in der neuen Provinz Südpreußen. Der Kreis umfasst 187 Ortschaften. Die Stadt hatte damals 4318 Einwohner. 1804 gründeten die preußischen Behörden in der Nähe der Stadt vier deutsche Dörfer: „Hellefeld“, „Rosenfeld“, „Heinrichsfeld“ und „Haugfeld“, die mit Kolonisten aus Württemberg besiedelt wurden. 1806 wurde Großpolen von Napoleons Truppen besetzt. Von 1807 bis 1815 gehörte Krotoszyn zum Herzogtum Warschau.

### Zweite preußische Zeit

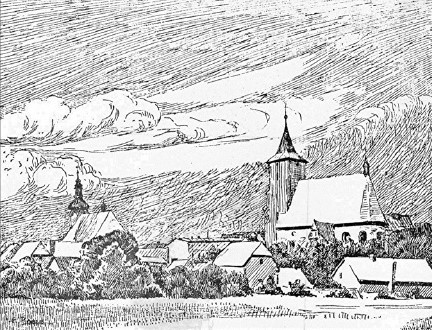
Krotoschin (1914)

1815 kam Krotoszyn als Kreisstadt in der Provinz Posen wieder zu Preußen. 1819 wurde die Herrschaft Krotoszyn vom Fürsten Karl Alexander von Thurn und Taxis übernommen, der den Titel „Fürst von Krotoszyn“ (so geschrieben) bekam. Die Stadt hatte damals 5142 Einwohner und eine Garnison von 245 Soldaten. 1834 verloren die Grundherren ihre Gerichtsbarkeit in der Stadt. 1834 eröffnete man nach der Säkularisation der Klöster in Preußen eine „Kreisschule“ im Gebäude des ehemaligen Trinitarienklosters. Es war die erste Realschule in der Stadt, die später in das Königliche Wilhelms-Gymnasium Krotoschin umgewandelt wurde. Gleichzeitig wurde auch eine Mädchenschule gegründet. Krotoszyn hatte damals 6266 Einwohner. Nachdem 1841 wieder ein großer Brand in der Stadt ausbrach und die meisten Häuser, die aus Holz bestanden, vernichtet wurden, wurden die neuen Häuser aus Ziegeln gebaut. Am 1. April 1844 erschien die erste Zeitung „Kreisblatt und Anzeiger für den Kreis und die Stadt Krotoschin“. 1846 wurde die Synagoge wiederaufgebaut. 1850 hatte Krotoschin 7678 Einwohner und war die viertgrößte Stadt des Regierungsbezirkes Posen. Vier Ärzte hatten Praxen in der Stadt. Die Garnison zählte 700 Soldaten.
1865 bekam die Stadt ein Gas-Leitungsnetz. 1871 begann der offene Nationalitätenkampf zwischen Polen und Deutschen. Die Polen gründeten Vereine und Banken (Sankt-Joseph-Industrieverein und Polnische Volksbank 1872), die den Germanisierungsbestrebungen der Behörden Widerstand boten. Am 30. Juni 1875 wurde die Eisenbahnstrecke Jarotschin–Oels eröffnet und trug zur schnellen Entwicklung Krotoschins bei. 1880 hatte die Stadt 9891 Einwohner, 41 Restaurants und Schankwirtschaften und 14 Industriebetriebe, darunter vier Ziegeleien und zwei Brauereien. Am 1. Oktober 1888 wurde die Eisenbahnstrecke zwischen Lissa und Ostrowo eröffnet. 1894 wurde die Synagoge renoviert und bekam zudem eine Orgel. 1898 wurde eine neue, große Kaserne erbaut. 1905 hatte die Stadt inzwischen 12.669 Einwohner. Um diese Zeit siedelten auch viele neue deutsche Kolonisten in den Dörfern bei Krotoschin an. 1907 wurde die zweite polnische Bank, die Polnische Sparkasse, gegründet. 1908 entstand eine Abteilung des nationalpolnischen Turnvereins „Sokół“ („Falke“) in der Stadt. 1910 erschien das erste Automobil in Krotoschin. Die Stadt hatte damals 13.219 Einwohner. 
Bis 1918 war Krotoschin Kreisstadt des Kreises Krotoschin im Regierungsbezirk Posen der preußischen Provinz Posen im Deutschen Reich. Nach dem Ende des Ersten Weltkriegs übernahm am 24. November 1918 der neugebildete polnische Kreisrat die Macht in der Stadt.

### Zweite polnische Republik
Am 1. Januar 1919 kam ein polnischer Panzerzug nach Krotoszyn. Zudem wurden Verhandlungen mit dem deutschen Soldatenrat in der Kaserne über die Entwaffnung der Garnison geführt. Fünf Tage später wurden die deutschen Beamten entlassen. Die polnischen Kräfte übernahmen ihre Funktionen. Vom 6. bis zum 21. Februar 1919 tobten heftige Kämpfe mit den deutschen Freikorps, die von Schlesien aus angriffen. Am 25. März 1919 fand die Wahl zur polnischen Stadtverordnetenversammlung statt. 1921 hatte Krotoszyn nur 11.065 Einwohner, weil viele Deutsche, vor allem Protestanten und Juden, die Stadt verlassen hatten. 1927 bis 1928 wurde das städtische Elektrizitätswerk erbaut. Außerdem wurde Fürst Albert von Thurn und Taxis gegen Entschädigung enteignet, die Herrschaft Krotoszyn nach 500 Jahren ihres Bestehens aufgelöst. 1931 hatte die Stadt 12.692 Einwohner. Das Stadtgebiet umfasste 22,13 km². 1938 wurde das Kanalisationsnetz gebaut. 1939 hatte Krotoszyn 14.135 Einwohner.

### Im Zweiten Weltkrieg
Am 1. September 1939 wurde die Stadt durch den heftigen Beschuss der deutschen Artillerie angegriffen. Unter anderem wurden dabei das Gerichtsgebäude, die Post, der Bahnhof und die Pfarrkirche beschädigt. Am 2. September 1939 wurde ein Zug mit evakuierten Bewohnern von Krotoschin in Koło bombardiert, was zu etwa 300 Toten führte. Am 3. September 1939 kapitulierte das polnische 56. Infanterieregiment, das die Stadt verteidigte. Die Wehrmacht nahm die Stadt ein. In der Kaserne wurden 4500 polnische Kriegsgefangene interniert, provisorische deutsche Behörden übernahmen die Verwaltung der Stadt. Von 1939 bis 1945 erlebte die Stadt Germanisierungsmaßnahmen. Etwa 10.000 polnische und jüdische Einwohner wurden vertrieben, deutsche Kolonisten aus dem Baltikum, Wolhynien und der Ukraine angesiedelt. 1940 entstand die Kreiskommandantur der polnischen Widerstandsarmee. 1943 organisierten polnische Widerstandsgruppen den geheimen Schulunterricht für Kinder und Jugendliche. Am 23. Januar 1945 nahmen Verbände der 4. sowjetischen Panzerarmee die Stadt ein. Bald danach wurde die Stadt von der Sowjetunion der Volksrepublik Polen zur Verwaltung überlassen. Soweit die deutschen Bewohner nicht vor Kriegsende geflohen waren, wurden sie in der Folgezeit von der polnischen Verwaltungsbehörde aus der Stadt vertrieben.

### Nachkriegszeit
1946 halfen Freiwillige aus Krotoszyn bei der Organisation der polnischen Verwaltung unter anderem in Milicz, Gorzów Wielkopolski und Pyrzyce. Die Stadt hatte 13.748 Einwohner. Zwischen 1950 und 1955 entwickelte sich die Industrie in der Stadt. Besonders die Lebensmittelindustrie nahm einen Aufschwung. 1957 wurde das Regionalmuseum des Krotoszyner Landes gebaut. 1975 hatte Krotoszyn 23.418 Einwohner. In diesem Jahr verlor die Stadt ihren Rang als Kreisstadt und wurde zu einer Stadtgemeinde in der neugeschaffenen Woiwodschaft Kalisz. Im Januar 1975 wurde die neue Stadtbibliothek eröffnet. 1978 begannen Stadtbusse zu verkehren. 1987 wurden die Eisenbahnstrecken nach Ostrów Wielkopolski, Jarotschin und Oleśnica elektrifiziert. 1989 stimmte bei den Wahlen zum Sejm die überwältigende Mehrheit der Einwohner der Stadt für die Kandidaten der Solidarność. 1999 wurde die Woiwodschaft Kalisz abgeschafft, Krotoszyn wurde wieder zur Kreisstadt in der Woiwodschaft Großpolen. 2001 bekam die Stadt die Ehrenfahne des Europarates. Im Jahre 2002 erhielt die Stadt die höchste Auszeichnung des Großpolnischen Wirtschaftsrates als „die Stadt mit der am besten entwickelten Informatik“. 2004 wurde trotz Proteste der Krotoszyner die Bahnstrecke nach Oleśnica stillgelegt.

## Bevölkerungsentwicklung
| Jahr         | Einwohner | Anmerkungen                                                                                  |
| ------------ | --------- | -------------------------------------------------------------------------------------------- |
| Ende 18. Jh. | 03.427    | darunter 1.074 Juden und ~570 Polen                                                          |
| 1816         | 04.227    | [ 3 ]                                                                                        |
| 1837         | 06.337    | [ 3 ]                                                                                        |
| 1843         | 06.750    | [ 3 ]                                                                                        |
| 1858         | 07.688    | [ 3 ]                                                                                        |
| 1861         | 08.459    | [ 3 ]                                                                                        |
| 1885         | 09.894    | davon 4.822 Katholiken, 3.995 Evangelische und 1.074 Juden in 712 Wohngebäuden               |
| 1905         | 12.665    | davon 7.141 Katholiken, 4.996 Evangelische und 525 Juden in 815 Wohngebäuden (6588 Deutsche) |

## Sehenswürdigkeiten

### Stadt

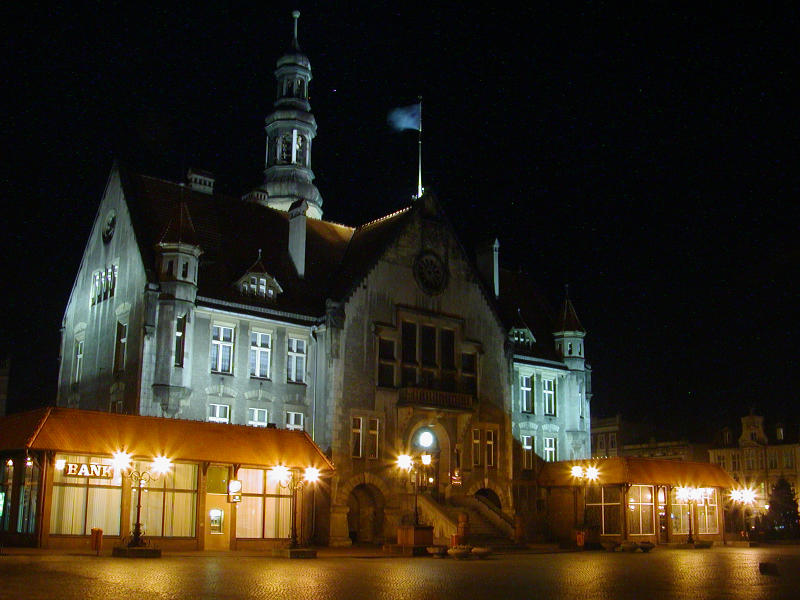
Rathaus Krotoszyn in der Nacht

- Rathaus, um 1689 erbaut und 1898 im Stil des Historismus umgebaut
- Schloss, ursprünglich im Barock um 1692 erbaut und 1820 im Stil des Klassizismus umgebaut
- Pfarrkirche zum Heiligen Johannes dem Täufer, um 1592 (Spätgotik und Renaissance) errichtet
- Ehemalige Hospitalkirche zu den Heiligen Fabian und Sebastian, als Holzkirche um 1572 erbaut
- Kirche zur Heiligen Maria Magdalena, als Holzkirche um 1755 erbaut
- Ehemalige Stadtpfarrkirche zu den Heiligen Peter und Paul (einschließlich Kloster), um 1767 im Barock erbaut
- Ehemalige evangelische Kirche, um 1788–1792 im klassizistischen Stil erbaut, 1884 um Türme ergänzt, heute (Stand 2011) als katholische Pfarrkirche zum Heiligen Andreas Bobola genutzt

### Umgebung
Die Umgebung ist ein Ensemble aus Adelspalais und Landschaftspark in Dobrzyca, welche etwa 20 km nordöstlich der Stadt entfernt liegt.

## Verkehr
Krotoszyn liegt an den Bahnstrecken Oleśnica–Chojnice und Łódź–Forst (Lausitz). Früher bestand auch eine Kreisbahn.

## Persönlichkeiten

### Söhne und Töchter der Stadt
- Adolph Goeden (1810–1888), Mitglied der Frankfurter Nationalversammlung
- Abraham Meyer Goldschmidt (1812–1889), Rabbiner des liberalen Judentums[6]
- Theodor Kullak (1818–1882), Komponist und Klavierlehrer
- Eduard Lichtenstein (1818–nach 1882), Naturforscher, praktischer Arzt und Wundarzt in Grabow und Berlin
- Heinrich Herrmann (1821–1889), Architekt und Baubeamter
- Rudolf von Helden-Sarnowski (1823–1895), preußischer Generalleutnant, Inspekteur der 1. Feldartillerie-Inspektion
- Otto Roquette (1824–1896), Schriftsteller
- Henriette Goldschmidt, geb. Benas (1825–1920), Frauenrechtlerin, Fröbelpädagogin
- Marian Langiewicz (1827–1887), Führer des polnischen Aufstandes von 1863
- Julian Elsner von Gronow (1834–1910), Jurist und Landrat, Geheimer Regierungsrat
- Georg Büttner (1858–1914), Architekt
- Bruno Gebhardt (1858–1905), Historiker
- Agnes Hoffmann (1860–1913), Lehrerin und Schriftstellerin
- Albert Katzenellenbogen (1863–nach 1942), Justizrat, NS-Opfer
- Oskar Römer (1866–1952), Zahnmediziner
- Georg Huth (1867–1906), Asienkundler
- Martin Arthur Couney (1869–1950), Neonatologe
- Georg Ahlemann (1870–1945), Offizier und Politiker
- Friederike Henriette Kraze (1870–1936), Schriftstellerin
- Fritz Grünspach (1874–1924), Jurist
- Max Dienemann (1875–1939), Rabbiner des liberalen Judentums
- Ludwig Katzenellenbogen (1877–1944), Generaldirektor der Ostwerke-Schultheiß-Patzenhofer-Brauerei in Berlin, NS-Opfer
- Paul Brodek (1884–1942), Matrose, Gewerkschafter, Politiker und Landtagsabgeordneter in Oldenburg (SPD)
- Friedrich Bayer (1887–1953), Generalleutnant der Wehrmacht
- Adolf Remane (1898–1976), Zoologe
- Otto Schiller (1901–1970), Agrarwissenschaftler
- Melitta Schenk Gräfin von Stauffenberg geb. Schiller (1903–1945), Ingenieurin und Fliegerin
- Rainer R. Lange (1917–1979), Schauspieler und Regisseur
- Joachim Pilz (1932–2012), Ingenieur und Politiker, Oberbürgermeister der Stadt Chemnitz
- Joanna Wronecka (* 1958), Arabistin und Diplomatin
- Tadeusz Bartoś (* 1967), Theologe, Philosoph und Publizist
- Maciej Orzechowski (* 1971), Politiker
- Marcin Lijewski (* 1977), Handballspieler

### Mit der Stadt verbundene Persönlichkeiten
- Sabbatai Ben Josef (1641–1718), jüdischer Gelehrter
- Heinrich von Borck (1767–1827), seit 1818 Landrat
- August Gladisch (1804–1879), Historiker und Rektor des Krotoschiner Gymnasiums, ab 1852 Abgeordneter im Preußischen Landtag
- Gustav Cohn (1881–1943), Rabbiner von 1912 bis 1920

## Schulwesen
Das nach Friedrich Wilhelm IV. benannte Gymnasium wurde 1854 gegründet und 1890 in Kgl. Wilhelms-Gymnasium umbenannt. Heute besitzt die Stadt fünf Gymnasien, wovon eine ein Technisches Gymnasium ist, sowie fünf Erwachsenen-Gymnasien. Zudem werden an vier privaten Sprachschulen vor allem Deutsch, Englisch und Französisch unterrichtet. In drei Spezialschulen werden Körperbehinderte unterrichtet. Eine Musikschule, vier Grundschulen und sechs Kindergärten gehören auch zum Schulwesen der Stadt.
Die Stadt Krotoszyn hat eine Filiale der Adam-Mickiewicz-Universität zu Posen, Fakultät der Chemie, sowie eine Schule für Managementlehre der Handelshochschule in Posen.

## Industrie
Die Stadt hat eine Maschinenindustrie, Möbelindustrie, Baumaterialienindustrie und eine Lebensmittelindustrie. Außerdem gibt es außer den größeren Unternehmen in Krotoszyn 2700 Ein-Mann-Unternehmen.

## Partnerstädte bzw. -gemeinden
Die Partnerstädte bzw. -gemeinden von Krotoszyn sind aus der Bundesrepublik Deutschland die Verbandsgemeinde Dierdorf, aus Frankreich Fontenay Le Comte, aus Litauen Mejschagola und aus den Niederlanden Brummen.
Seit dem 9. Juli 2016 besteht eine im Beisein des japanischen Botschafters in Japan, Matsutomi Shigei, im Rathaus von Krotoszyn geschlossene Städtepartnerschaft mit der japanischen Stadt Okinoshima. Das zentrale verbindende Element dieser Städtepartnerschaft ist der Sumo-Sport.